# Tournoi de tennis d'Eastbourne (WTA 1975)
Pour un article plus général, voir Tournoi de tennis d'Eastbourne.
Le tournoi de tennis d'Eastbourne est un tournoi de tennis professionnel. L'édition féminine 1975 se dispute le 16 juin 1975.
Virginia Wade remporte le simple dames. En finale, elle bat Billie Jean King.
L'épreuve de double voit quant à elle s'imposer Julie Anthony et Olga Morozova.

## Résultats en simple

### Tableau final
|  |                  |  |   |   |   |
|  | Finale           |  |   |   |   |
|  |                  |  |   |   |   |
|  |                  |  |   |   |   |
|  | Virginia Wade    |  | 7 | 4 | 6 |
|  | Virginia Wade    |  | 7 | 4 | 6 |
|  | Billie Jean King |  | 5 | 6 | 4 |

## Résultats en double

### Tableau final
|  |                               |  |   |   |  |
|  | Finale                        |  |   |   |  |
|  |                               |  |   |   |  |
|  |                               |  |   |   |  |
|  | Julie Anthony Olga Morozova   |  | 6 | 6 |  |
|  | Julie Anthony Olga Morozova   |  | 6 | 6 |  |
|  | Evonne Goolagong Peggy Michel |  | 2 | 4 |  |